# گورنگی ستوپانگ
گورنگی ستوپانگ (به صربی: Gornji Stupanj) یک منطقهٔ مسکونی در صربستان است که در الکساندراواک واقع شده‌است. گورنگی ستوپانگ ۶۷۴ نفر جمعیت دارد.